# La Verrie

La Verrie este o comună în departamentul Vendée, Franța. În 2009 avea o populație de 3,706 de locuitori.